# 濱名篤
濱名 篤（はまな あつし、1956年〈昭和31年〉8月2日 - ）は、日本の教育学者。関西国際大学学長、学校法人濱名山手学院理事長。専門は、教育社会学・高等教育論。兵庫県出身。

## 経歴
1956年（昭和31年）、学校法人濱名学院理事長であった濱名弘子の長男として兵庫県に生まれる。1987年（昭和62年）上智大学大学院文学研究科社会学専攻博士後期課程単位取得満期退学、同年4月には関西女学院短期大学専任講師（法人企画室長兼務）として入職し、同短大助教授、教授を経て、1998年（平成10年）に関西国際大学の開学に伴い経営学部教授となる。その後、人間学部教授、教育学部教授、人間科学部教授、基盤教育機構教授を経て2005年には現職である関西国際大学学長に就任し、翌年2006年には学校法人濱名学院の理事長も兼任する。
また、文部科学省が大学の統合再編の手続きを簡素化した新制度によって学部単位での譲渡が可能になったことを受けて、単科大学である神戸山手大学などを擁する学校法人神戸山手学園との法人合併を行った。2020年（令和2年）4月1日に行われた合併後、神戸山手大学は関西国際大学神戸山手キャンパス（神戸山手女子中学校・高等学校は校名変更せず存続）となり、法人名称は濱名山手学院に変更の上で濱名が理事長に就任する。
また、本務校での勤務の傍ら2000年（平成12年）6月には日本私立大学協会附置私学高等教育研究所研究員、2005年（平成17年）11月 大学コンソーシアムひょうご神戸理事、2011年（平成23年）6月 文部科学省学校法人運営調査委員、2012年（平成24年）2月 日本私立学校振興・共済事業団私学情報推進会議委員も兼務している（いずれも現職）。

## 著書

### 単著
- 『学修成果への挑戦　地方大学からの教育改革』東信堂、2018年9月。ISBN 978-4-7989-1520-3。

### 編著
- 『初年次教育　歴史・理論・実践と世界の動向』丸善、2006年11月。ISBN 978-4-621-07778-8。
- 『初年次教育の現状と未来』世界思想社、2013年1月13日。ISBN 9784790715818。
- 『進化する初年次教育』世界思想社、2018年9月20日。ISBN 9784790717225。

### 監修
- 『大学改革を成功に導くキーワード３０　「大学冬の時代」を生き抜くために』学事出版、2013年4月。ISBN 978-4-7619-1961-0。